# Chambre des Clefs
Bâtiment législatif
La Chambre des Clefs (en anglais : House of Keys ; en mannois : Yn Kiare as Feed) est la chambre basse du Tynwald, le parlement bicaméral de l'île de Man. Ses membres sont directement élus contrairement à l'autre chambre, le Conseil législatif, dont les sièges sont pourvus au suffrage indirect.

## Étymologie
La plus ancienne référence à cette institution se trouve dans un document daté de 1417 et écrit par un érudit anglais en langue latine. Ce texte fait allusion aux Claves Mann et aux Claves Legis (« les clés de Man » et « les clés des Lois »). Il y a une controverse au sujet de l'origine du nom. Certains estiment que le mot Keys est une corruption en anglais du participe passé norrois kjósa (« choisi »). Néanmoins, une autre théorie semble plus crédible : le nom aurait été créé par la corruption de l'expression mannoise kiare as feed (prononcé ki-ère…) (litt. « quatre et vingt »), la Chambre des Clefs comptant 24 membres. En mannois, le nom actuel de cette institution a toujours la même signification : Yn Chiare as Feed (« Les Quatre et Vingt »).

## Système électoral

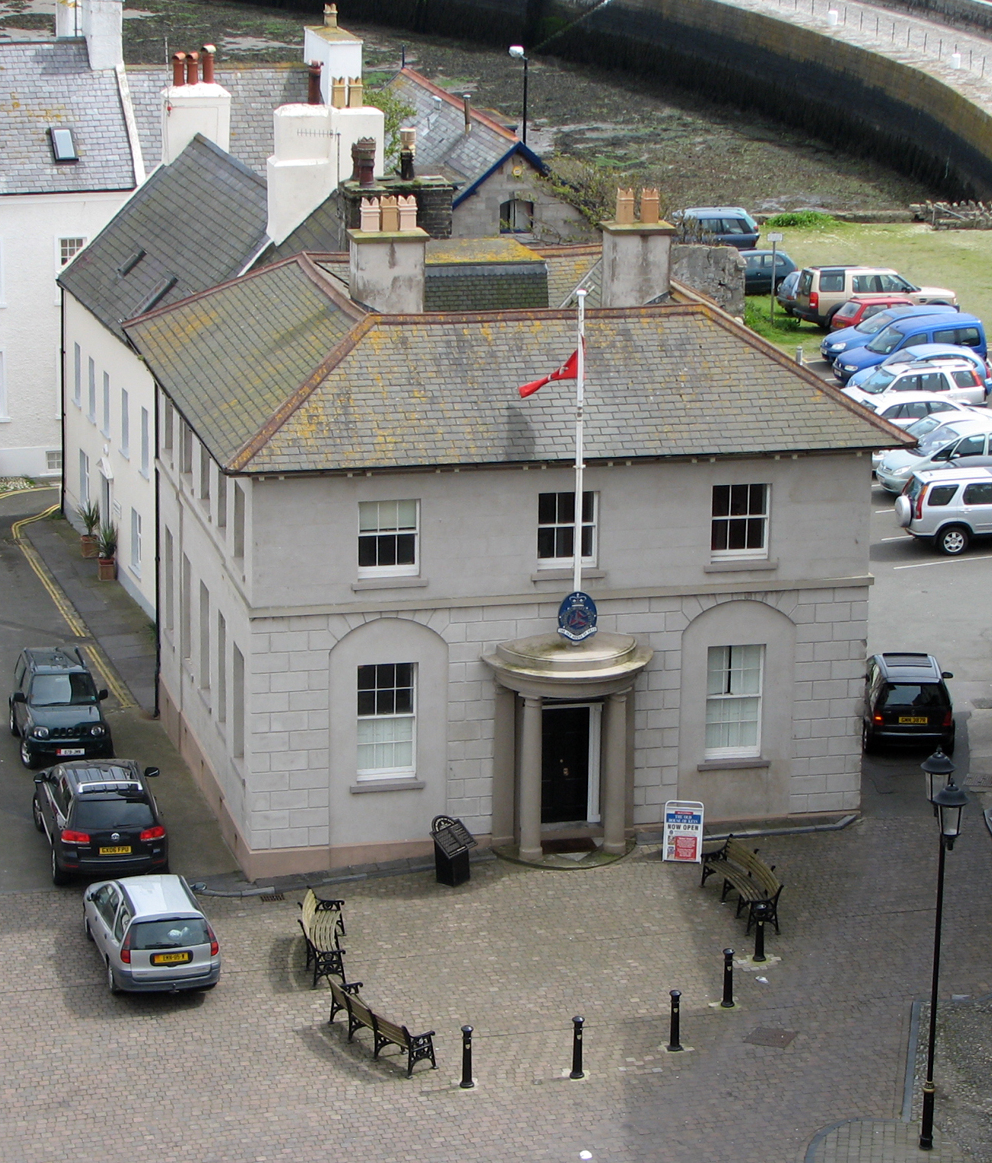
Old House of Keys de Castletown.

La Chambre des Clefs est composée de 24 sièges pourvus pour 5 ans au scrutin majoritaire plurinominal dans douze circonscriptions de deux sièges chacune. Les électeurs disposent de deux voix qu'ils répartissent aux candidats de leur circonscription, à raison d'une voix par candidat, sans obligation d'utiliser les deux. Après décompte des suffrages, les deux candidats ayant obtenus le plus de voix dans chaque circonscription sont élus.
Avant une réforme du système électoral en 2016 ayant fixé à deux le nombre de sièges par circonscription, celui variait entre un et trois.
Les membres sont désignés sous le nom de « membres de la Chambre des clés » (Members of the House of Keys, abrégé en MHK). Sur l’île de Man, il est nécessaire d’avoir au moins seize ans pour obtenir le droit de vote et au moins vingt et un pour pouvoir être candidat. Ces derniers doivent également résider sur l'île depuis au moins trois années.

## Président
Le président de la Chambre des Clefs (SHK, abréviation de Speaker of the House of Keys), est choisi parmi les membres pour en être le président. Il vote de la même façon que les autres membres, mais, à la différence des autres MHK, il a la possibilité de s'abstenir de voter. (Si, toutefois, il y a égalité des voix à l’issue d'un vote, le SHK est tenu de voter pour faire pencher la balance.) Contrairement à ce qui se pratique dans ce genre d'assemblée en Europe, les membres sont tenus par la loi de demander une autorisation pour justifier une absence. 
Le président actuel de la Chambre des Clefs est Juan Watterson depuis 2016.

## La «cour du Tynwald»
La Chambre des Clefs, élisant la plupart des membres du conseil législatif, possède un pouvoir plus important que celui-ci.
La Chambre des Clefs s'assemble une fois par mois avec le conseil législatif dans une session commune appelée « Cour du Tynwald ». Le président du Tynwald, élu par les deux chambres, dirige la Cour du Tynwald et le conseil législatif. Une fois par an, en revanche, c’est le lieutenant-gouverneur de l’île qui devient président, à l’occasion du Tynwald Day, la fête nationale de l’île de Man, le 5 juillet.